# Direttiva sul rispetto dei diritti di proprietà intellettuale
La Direttiva 2004/48/CE sul rispetto dei diritti di proprietà intellettuale è una direttiva dell'Unione Europea approvata il 29 aprile 2004, che riguarda la proprietà intellettuale, ed in particolare gli strumenti giuridici a disposizione dei titolari dei diritti.

La direttiva, in inglese Directive on the enforcement of intellectual property rights, è nota anche con l'acronimo IPRED o anche come Direttiva enforcement.

## Finalità e contenuto
La Direttiva richiede, a tutti gli Stati membri, di applicare norme dissuasive ed efficaci contro coloro che commettono reati di contraffazione e pirateria. Di conseguenza non é focalizzata sui diritti stessi di proprietà privata, bensì sul regolarne la loro applicazione. Lascia sostanzialmente invariati i provvedimenti e obblighi internazionali degli Stati membri in materia di proprietà intellettuale, aggiunge quindi soltanto delle misure di sicurezza extra per quanto riguarda il copyright digitale.
L'Articolo 1 definisce gli argomenti trattati: "La presente direttiva concerne le misure, le procedure e i mezzi di ricorso necessari ad assicurare il rispetto dei diritti di proprietà intellettuale. Ai fini della presente direttiva i termini «diritti di proprietà intellettuale» includono i diritti di proprietà industriale".
L'Articolo 2 ne definisce i fini: "Fatti salvi gli strumenti vigenti o da adottare nella legislazione comunitaria o nazionale, e sempre che questi siano più favorevoli ai titolari dei diritti, le misure, le procedure e i mezzi di ricorso di cui alla presente direttiva si applicano, conformemente all'articolo 3, alle violazioni dei diritti di proprietà intellettuale come previsto dalla legislazione comunitaria e/o dalla legislazione nazionale dello Stato membro interessato. [...] La presente direttiva fa salvo:
- a) le disposizioni comunitarie che disciplinano il diritto sostanziale di proprietà intellettuale, la direttiva 95/46/CE, la direttiva 1999/93/CE, o la direttiva 2000/31/CE in generale e le disposizioni degli articoli da 12 a 15 della direttiva 2000/31/CE in particolare;

- b) gli obblighi incombenti agli Stati membri in forza di convenzioni internazionali, in particolare dell'accordo sugli ADPIC, inclusi quelli concernenti i procedimenti e le sanzioni penali;

- c) le eventuali disposizioni nazionali degli Stati membri concernenti i procedimenti e le sanzioni penali per quanto riguarda le violazioni dei diritti di proprietà intellettuale.[2]

## Elementi di Prova
La seconda sezione della Direttiva si occupa delle prove. In particolare, l'Articolo 6 tutela il diritto della parte interessata di richiedere prove, che dovranno essere prodotte dalla controparte, in caso di sospetta violazione di diritti di proprietà intellettuale. 
In caso di violazione su scala commerciale uno Stato membro deve prendere azione in modo che le "documentazioni bancarie, finanziarie o commerciali" della controparte siano presentate.
L'Articolo 7 prevede inoltre che questi tipi di azione possano essere applicate prima ancora di aver ascoltato la controparte, onde evitare che ritardi nella raccolta di tali prove arrechino danni irreparabili al titolare dei diritti.

## Implementazione
La Direttiva stata implementata nel Regno Unito nel 2006 e in Francia il 27 Giugno 2008. In Svezia è stata votata dal Parlamento nel Febbraio 2009 ed è entrata in atto il 1 Aprile 2009.
In Italia tale direttiva è stata recepita dal decreto legislativo 140/2006; nel 2007 è stata emendata dalla direttiva riguardo alle misure penali in merito all'applicazione dei diritti di proprietà intellettuale (IPRED2)
La Comunicazione n. 708 del 29.11.2017 della Commissione al Parlamento e al Consiglio d'Europa fornisce Orientamenti in merito ad alcuni aspetti della direttiva 2004/48/CE del Parlamento europeo e del Consiglio sul rispetto dei diritti di proprietà intellettuale.

## Controversie
La Direttiva è stata duramente opposta e paragonata al Digital Millennium Copyright Act. Le critiche sono state così forti, soprattutto da parte di esponenti dell'industria delle telecomunicazioni, che la prima bozza venne pesantemente modificata. Secondo l'organizzazione dei diritti civili internazionali IP Justice rimangono ancora questioni problematiche nella versione finale.